# Youngsville, Pennsylvania
Youngsville är en kommun (borough) i Warren County i Pennsylvania. Vid 2020 års folkräkning hade Youngsville 1 711 invånare.

## Kända personer från Youngsville
- Michael Shine, friidrottare